# Бауманське (Жамбильський район)
Ба́уманське (каз. Бауман) — село у складі Жамбильського району Північноказахстанської області Казахстану. Входить до складу Озерного сільського округу.
Населення — 160 осіб (2021; 291 у 2009, 319 у 1999, 261 у 1989).
Національний склад станом на 1989 рік:
- казахи — 43 %
- росіяни — 39 %.

Колишня назва — Жарколь.